# Ariana DeBose
Ariana DeBose   (Wilmington, 25 de gener de 1991) és una actriu, cantant i ballarina estatunidenca coneguda pels seus treballs en el teatre musical i en pel·lícules i televisió. El 2021, va ser guanyadora del Golden Globe a la millor actriu secundària i de l'Oscar a la millor actriu secundària pel seu rol a West Side Story.
DeBose va fer el seu debut de televisió quan va competir en So You Think You Can Dance. El 2011 va fer el seu debut en Broadway en el musical Bring It On: The Musical i és tard apareixeria a Motown: The Musical, el 2013, i Pippin, el 2014. L'any 2015 va aparèixer al musical Hamilton interpretant a The Bullet i un any més tard va interpretar Jane a A Bronx Tale. El 2018, va ser nominada al Premi Tony a la millor actriu de repartiment d'un musical pel seu paper de Donna Summer en el musical Summer: The Donna Summer Musical.
També va aparèixer en l'enregistrament del musical Hamilton que es va estrenar a Disney+ l'any 2020. Aquest mateix any, va interpretar a Alyssa Greene en la pel·lícula de Netflix The Prom i el 2021 a la sèrie de comèdia musical d'Apple TV+ Schmigadoon!. A la fi de 2021 es va estrenar l'adaptació cinemátografica de West Side Story dirigida per Steven Spielberg, en la qual DeBose interpreta a Anita.

## Biografia
Ariana DeBose va néixer el 25 de gener de 1991 a Carolina del Nord. La seva mare, Gina DeBose, és professora. Ariana va estudiar ball al CC & Co. Dance Complex a Raleigh, Carolina del Nord. El seu pare té ascendència afro-porto-riquenya mentre que la seva mare és blanca.

## Carrera

### 2009–2011: Primers anys
DeBose va fer el seu debut en televisió en 2009 quan va competir en el programa So You Think You Can Dance, en el que va entrar en el Top 20. Més tard va aparèixer en el serial de televisió One Life to Live i també va interpretar a Inez en la producció de Hairspray de Carolina del Nord en el North Carolina's Theatre, abans però, va aparèixer al musical Bring It On a l'Alliance Theatre l'any 2011 i va interpretar al paper de Nautica. També va formar part del conjunt de l'Orquestra Filharmònica de Nova York en la producció de Company, que va ser filmada per televisió. A finals de 2011, Bring It On va fer un tour nacional pels Estats Units. DeBose va continuar amb el seu paper en 2012 en la producció de Broadway i també va ser la substituta del personatge de Danielle.

### 2013–2018: Èxit a Broadway
DeBose va interpretar a Mary Wilson en 2013 en la producció de Broadway de Motown, també va ser el reemplaçament de Diana Ross. Més tard, va deixar la companyia per a unir-se a la producció regional de Les Misérables en el paper d'Eponine. va tornar a Broadway per al musical Pippin, com a substituta de Leading Player, paper que va acabar prenent durant un petit període de 2014. Pot ser escoltada interpretant a la directora/coreògrafa Zoey Taylor en el serial de Broadway As the Curtain Rises, de Broadway Podcast Network.
DeBose va abandonar Pippin per a aparèixer en la producció off-Broadway de Hamilton a principis de 2015 interpretant a The Bullet. En 2016, el musical es va traslladar a Broadway i va ser un gran èxit. DeBose va ser nominada a un Premi Astaire per la seva dansa al musical, en el qual, com a membre del repartiment, "va interpretar" a la bala amb què Aaron Burr va matar Alexander Hamilton. Va fer la seva última actuació a Hamilton el 9 de juliol de 2016. També va fer una aparició com a convidada, interpretant a Sophia Ortiz, en la sèrie Blue Bloods. Va protagonitzar la pel·lícula de thriller Seaside, en aquesta va interpretar a Daphne.
Va tornar a Broadway el novembre de 2016 per a interpretar a Jane en A Bronx Tale. Va estar en la companyia fins a l'agost de 2017. També va presentar el blog de Broadway.com Bronx Bullet durant vuit setmanes.
A la fi de 2017, DeBose va començar a interpretar a Disc Donna en el musical Summer: The Donna Summer en el La Jolla Playhouse de San Diego. Va tornar a interpretar aquest paper en la producció de Broadway, la qual va ser estrenada a l'abril de 2018. Per la seva actuació, va ser nominada als Premis Tony de 2018 en la categoria de millor actriu de repartiment d'un musical.

### 2019–present: Cinema i televisió
DeBose va interpretar a Alyssa Greene en l'adaptació cinematogràfica de The Prom, dirigida per Ryan Murphy.
En 2021, DeBose va interpretar a Emma Tate en la sèrie de comèdia musical d'Apple TV+ Schmigadoon!. També participarà en la pel·lícula d'espies Argylle per la mateixa plataforma de streaming.
Al març de 2021, va publicar un vídeo de pop-dance de la cançó "Shall We Dance" de Rodgers & Hammerstein per l'àlbum R&H Goes Pop, produït per Justin Goldner i adaptada per Benjamin Rauhala.
DeBose interpreta a Anita en l'adaptació cinematográfica de West Side Story, estrenada el desembre de 2021. Al febrer de 2021 es va anunciar d'interpretaria a Kira Foster en la pel·lícula I.S.S.

## Vida personal
Ariana DeBose s'identifica com a queer.
Al desembre de 2020, DeBose i Jo Ellen Pellman van començar la iniciativa Unruly Hearts. Aquesta iniciativa es va crear per a ajudar joves a connectar amb organitzacions i organitzacions benèfiques que defensan a la comunitat LGBTQ+.

## Crèdits

### Teatre
| Any  | Títol                            | Personatge                               | Lloc                    |
| ---- | -------------------------------- | ---------------------------------------- | ----------------------- |
| 2011 | Bring It On                      | Nautica, u/s Danielle                    | Alliance Theatre        |
| 2011 | Bring It On                      | Nautica, u/s Danielle                    | National Tour           |
| 2012 | Bring It On                      | Nautica, u/s Danielle                    | St. James Theatre       |
| 2013 | Motown: The Musical              | Reparto, Mary Wilson, u/s Diana Ross     | Lunt-Fontanne Theatre   |
| 2014 | Pippin                           | Músic principal (u/s, després substitut) | Music Box Theatre       |
| 2015 | Hamilton: An American Musical    | Repartiment (The Bullet)                 | The Public Theater      |
| 2015 | Hamilton: An American Musical    | Repartiment (The Bullet)                 | Richard Rodgers Theatre |
| 2016 | A Bronx Tale                     | Jane                                     | Longacre Theatre        |
| 2017 | Summer: The Donna Summer Musical | Disco Donna                              | La Jolla Playhouse      |
| 2018 | Summer: The Donna Summer Musical | Disco Donna                              | Lunt-Fontanne Theatre   |

### Cinema
| Any  | Títol           | Personatge          | Notes         |
| ---- | --------------- | ------------------- | ------------- |
| 2018 | Seaside         | Daphne              |               |
| 2020 | Hamilton        | Ensemble/The Bullet |               |
| 2020 | The Prom        | Alyssa Greene       |               |
| 2021 | West Side Story | Anita               |               |
| TBA  | I.S.S.          | Kira Foster         | Postproducció |
| TBA  | Argylle         |                     | En rodatge    |

### Televisió
| Any  | Títol              | Personatge   | Notes                       |
| ---- | ------------------ | ------------ | --------------------------- |
| 2016 | Blue Bloods        | Sophia Ortiz | Episodi: "The Road to Hell" |
| 2016 | Hamilton's America | Ella mateixa | Documental de televisió     |
| 2021 | Schmigadoon!       | Emma Tate    |                             |

## Premis i nominacions
| Any  | Premis                             | Categoria                                      | Treball                          | Resultat  | Ref.   |
| ---- | ---------------------------------- | ---------------------------------------------- | -------------------------------- | --------- | ------ |
| 2016 | Premis Astaire                     | Millor repartiment d'una producció de Broadway | Hamilton                         | Nominat   | [ 40 ] |
| 2018 | Premis Tony                        | Millor actriu de repartiment de un musical     | Summer: The Donna Summer Musical | Nominat   | [ 41 ] |
| 2018 | Premis Drama League                | Millor actuació                                | Summer: The Donna Summer Musical | Nominat   | [ 42 ] |
| 2018 | Premis Chita Rivera                | Millor ballarina en una producció de Broadway  | Summer: The Donna Summer Musical | Guanyador | [ 43 ] |
| 2022 | Premis Globus d'Or                 | Millor actriu de repartiment                   | West Side Story                  | Guanyador | [ 44 ] |
| 2022 | Premis del Sindicat d'Actors       | Millor actriu de repartiment                   | West Side Story                  | Pendent   | [ 45 ] |
| 2022 | Premi Sant Jordi de Cinematografia | Millor actriu en pel·lícula estrangera         | West Side Story                  | Guanyador | [ 46 ] |